# Chiến tranh lấy mạng làm trung tâm
Chiến tranh lấy mạng làm trung tâm (hoặc Chiến tranh tập trung vào mạng, Chiến tranh mạng; tiếng Anh: Network-centric Warfare) là một học thuyết quân sự hiện đại do Bộ Quốc phòng Hoa Kỳ khởi xướng từ thập niên 1990.
Học thuyết này đi sâu vào tận dụng lợi thế về thông tin, chủ yếu bằng việc vận dụng sức mạnh của công nghệ thông tin, và biến nó thành ưu thế trên chiến trường thông qua mạng máy tính mạnh kết nối các đơn vị và khí tài.
Mỗi một khí tài, thiết bị trinh sát - tình báo, đơn vị trên chiến trường được xem như một phần tử của một thực thể chiến đấu đơn nhất mà ở đó thông tin và tình hình chiến trường được truyền đạt và cập nhật thông qua mạng máy tính giữa các phần tử, tạo điều kiện cho các hệ thống chỉ huy có thể nắm được thông tin và phản ứng kịp thời với các diễn biến trên chiến trường.

## Bối cảnh và nguồn gốc
Chiến tranh lấy mạng làm trung tâm bắt đầu được định hình từ năm 1996 khi Đô đốc William Owens đưa ra khái niệm "hệ thống của các hệ thống" trong một bài báo khoa học xuất bản bởi Viện Nghiên cứu An ninh Quốc gia Hoa Kỳ. Owens đã mô tả sự tiến hóa ngẫu nhiên của một hệ thống các thiết bị trinh sát, hệ thống chỉ huy và điều khiển, cùng các loại vũ khí chính xác cao cho phép nâng cao nhận thức tình hình chiến trường một cách kịp thời, đánh giá mục tiêu nhanh chóng và phân công khí tài.
Cũng trong năm 1996, Hội đồng Tham mưu trưởng Liên quân Hoa Kỳ đã giới thiệu Tầm nhìn chung 2010, đưa ra khái niệm quân sự về "Thống trị toàn diện". Khái niệm này mô tả khả năng của quân đội Hoa Kỳ thống trị không gian chiến trường từ các hoạt động hòa bình cho đến việc áp dụng triệt để sức mạnh quân sự bằng việc tận dụng ưu thế về nắm bắt thông tin.
Thuật ngữ "Chiến tranh lấy mạng làm trung tâm" và các khái niệm liên quan lần đầu tiên xuất hiện trong một ấn bản của Bộ Hải quân Hoa Kỳ với tên gọi "Copernicus: C4ISR cho thế kỷ 21". Tài liệu này ghi lại các ý tưởng về mạng lưới các hệ thống trinh sát, chỉ huy và thực thi để làm phẳng hệ thống phân cấp, giảm sức ì, tăng cường độ chính xác và tăng tốc độ chỉ huy.
Tuy nhiên, phát biểu đầy đủ đầu tiên của khái niệm xuất hiện trong sách Network Centric Warfare: Developing and Leveraging Information Superiority do David S. Alberts, John Garstka and Frederick Stein viết và xuất bản bởi Command and Control Research Program (CCRP).
Cuốn sách này rút ra một lý thuyết mới về chiến tranh từ một loạt các nghiên cứu về cách các doanh nghiệp sử dụng công nghệ thông tin và truyền thông để cải thiện phân tích tình thế, kiểm soát chính xác hàng tồn kho và sản xuất, cũng như giám sát quan hệ khách hàng.
Power to the Edge là ấn phẩm cuối cùng liên quan đến việc phát triển lý thuyết của network-centric warfare, cũng được xuất bản bởi CCRP vào năm 2003. Ấn phẩm này cho rằng môi trường và tổ chức quân sự hiện đại quá phức tạp để có thể nắm rõ được bởi bất kỳ một cá nhân, tổ chức, hoặc thậm chí là cơ quan quân sự.
Công nghệ thông tin hiện đại cho phép chia sẻ thông tin nhanh chóng và hiệu quả đến mức độ mà các "thực thể ngoài rìa" hoặc những đối tượng chủ yếu thực hiện các nhiệm vụ quân sự, có thể "kéo" thông tin từ các kho lưu trữ, thay vì các bộ máy chỉ huy tập trung cố gắng dự đoán nhu cầu thông tin của họ và "đẩy" nó cho họ. Tuy nhiên, điều này có nghĩa là làm phẳng các hệ thống phân cấp quân sự truyền thống.
Những ý tưởng cấp tiến của Power To The Edge đã được Lầu Năm Góc nghiên cứu từ ít nhất năm 2001. Ngay sau đó, Lầu năm góc bắt đầu đầu tư vào nghiên cứu mạng ngang hàng và áp dụng của nó trong cơ cấu chiến trường. Họ nói với các kỹ sư phần mềm tại một hội nghị tháng 11/2001 rằng cấu trúc mạng ngang hàng cho các đơn vị và khí tài tạo ra những lợi thế nhất định trên chiến trường.
Chiến tranh lấy mạng làm trung tâm là nền tảng của nỗ lực chuyển đổi đang diễn ra tại Bộ Quốc phòng Hoa Kỳ do cựu Bộ trưởng Donald Rumsfeld khởi xướng. Đó cũng là một trong năm mục tiêu của Văn phòng chuyển đổi lực lượng và Văn phòng Bộ trưởng Quốc phòng.

## Các chương trình và công nghệ liên quan

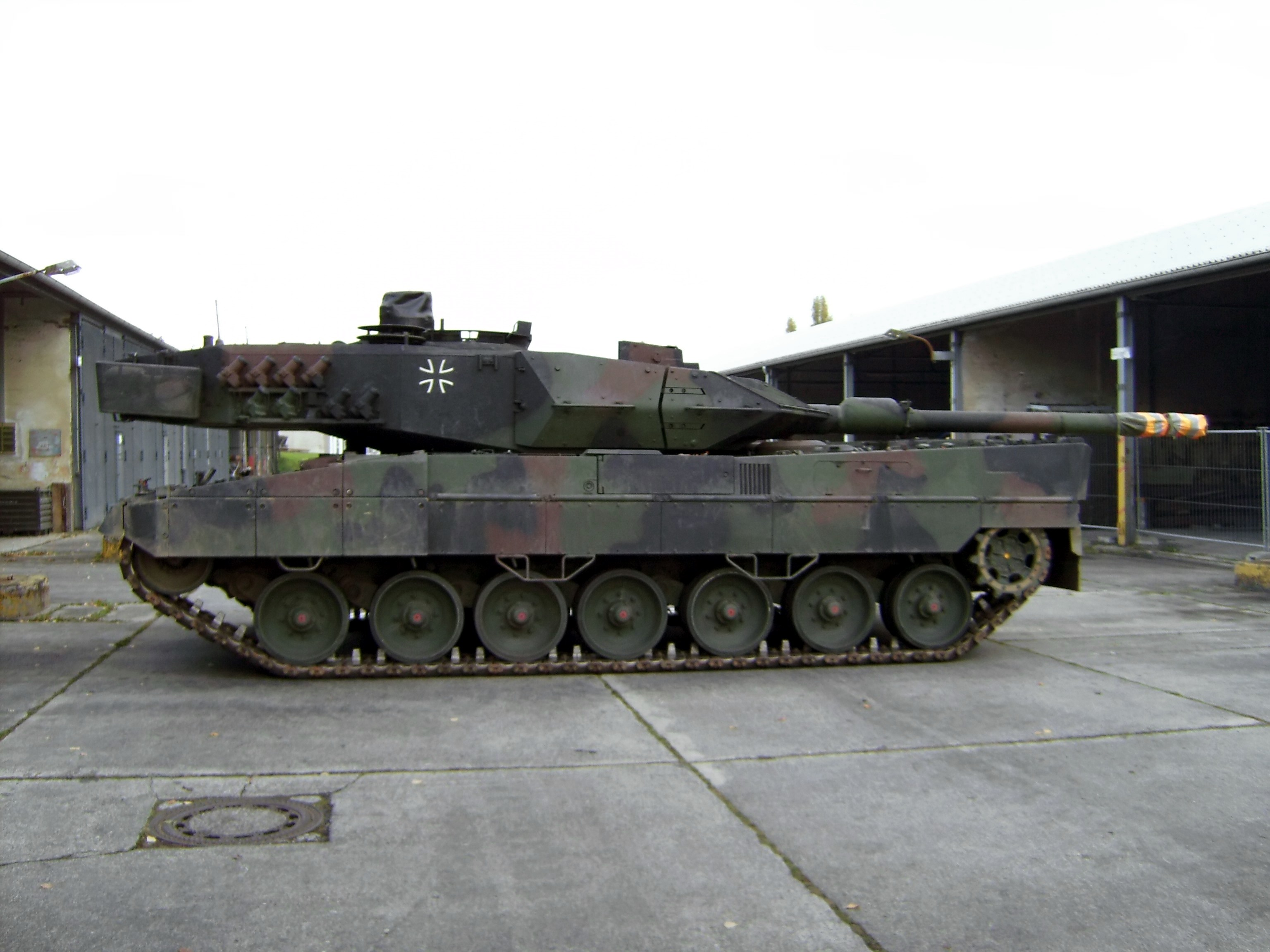
Leopard 2A6M của Lục quân Đức có kết hợp các hệ thống được thiết kế để vận hành kết hợp với một chiến trường được kết nối

Bộ Quốc phòng Hoa Kỳ đã yêu cầu Mạng lưới Thông tin Toàn cầu (GIG) sẽ là khung kỹ thuật chính để hỗ trợ các hoạt động tác chiến mạng của Hoa Kỳ. Theo định hướng này, tất cả các nền tảng vũ khí tiên tiến, hệ thống trinh sát, trung tâm chỉ huy và kiểm soát đều sẽ được liên kết thông qua GIG. Thuật ngữ "hệ thống của hệ thống" thường được sử dụng để mô tả kết quả của những nỗ lực tích hợp to lớn này.
Một số chương trình quân sự quan trọng của Hoa Kỳ đang thực hiện các bước tiến kỹ thuật để hỗ trợ chiến tranh lấy mạng làm trung tâm. Chúng bao gồm Năng lực tác chiến hợp tác (Cooperative Engagement Capability - CEC) của Hải quân Hoa Kỳ và Mạng BCT của Lục quân Hoa Kỳ.
Net-Centric Enterprise Solutions for Interoperability (NESI) cung cấp các khung hướng dẫn để đáp ứng các mục tiêu chiến tranh mạng của Bộ Quốc phòng Hoa Kỳ. Hướng dẫn trong NESI bắt nguồn từ các khái niệm khái quát và trừu tượng hơn được cung cấp bởi các chỉ thị, chính sách và điều lệ khác nhau, chẳng hạn như Mô hình tham chiếu tác chiến và hoạt động tập trung vào mạng (Net-Centric Operations and Warfare Reference Model - NCOW RM) và Danh sách kiểm tra trung tâm mạng ASD(NII).

## Các nguyên lý mang tính học thuyết ở Hoa Kỳ
Học thuyết về chiến tranh lấy mạng làm trung tâm cho các lực lượng vũ trang Hoa Kỳ rút ra định hướng cấp cao nhất và khái quát nhất từ khái niệm "tác chiến đồng đội", nghĩa là sự tích hợp và đồng bộ hóa tất cả tiềm lực phù hợp trên các quân binh chủng khác nhau, từ Lục quân cho đến Không quân cho đến lực lượng Tuần duyên. Đây là một phần của nguyên tắc tác chiến hiệp đồng.
Các nguyên lý chủa chiến tranh lấy mạng làm trung tâm là:
- 1: Một lực lượng được kết nối mạnh sẽ cải thiện việc chia sẻ và nắm bắt thông tin chiến trường.
- 2: Hợp tác và chia sẻ thông tin cải thiện chất lượng thông tin và khả năng nhận định tình hình.
- 3: Nhận định tình hình chung sẽ cho phép khả năng "tự đồng bộ hoá" giữa các bên.
- 4: Những điều trên lần lượt giúp cải thiện hiệu quả chiến đấu.

Các hoạt động tác chiến lấy mạng làm trung tâm tương thích với học thuyết Mission Command. Điều này, về mặt lý thuyết, cho phép sự tự do đáng kể trong hoạt động của các khí tài và đơn vị chiến đấu, và với các cách tiếp cận phi tập trung hơn cho Command and Control (C2).